# 神様はじめました/神様お願い
「神様はじめました／神様お願い」（かみさまはじめました／かみさまおねがい）は、日本の女性シンガーソングライター・ハナエの3枚目のシングル。2012年11月14日、EMIミュージック・ジャパンから発売された。
本作は両A面シングルであり、タイトル曲のうち「神様はじめました」はテレビアニメ『神様はじめました』のオープニング・テーマ、「神様お願い」は同アニメのエンディング・テーマとしてそれぞれ使用された。また、本作のリリースは初回生産限定盤と通常盤の2形態で行われたが、形態によって収録曲およびディスクジャケットの仕様が異なっており、加えて初回生産限定盤には「神様はじめました」のミュージック・ビデオをはじめとする映像を収録したDVDが同梱されている。

## 収録曲

### 初回生産限定盤
1. 神様はじめました [3:25]
  - 作詞・作曲・編曲：真部脩一
  - テレビ東京系アニメ『神様はじめました』オープニング・テーマ
2. 神様お願い [2:31]
  - 作詞・作曲：松崎由治、編曲：真部脩一
  - テレビ東京系アニメ『神様はじめました』エンディング・テーマ
3. 神様はじめました（TVアニメ・オープニングver.） [1:30]

### 通常盤
1. 神様はじめました
2. 神様お願い
3. 神様はじめました（オリジナル･カラオケ） [3:24]
4. 神様お願い（オリジナル･カラオケ）[2:29]

## 楽曲解説
神様はじめました
『神様はじめました』の世界観に合わせて真部脩一が書き下ろした楽曲。恋に落ちた女の子が、曲が進むにつれてだんだんと仕掛ける側になっていく様子を描いている。
ハナエによると、この楽曲は女の子の隙のある可愛さが出ている曲なので、聴き手をドキッとさせるために自身のウィスパーボイスを全開にして歌ったという。
神様お願い
ザ・テンプターズの「神様お願い!」のカバー。ハナエにとって初のカバー曲であり、ハナエはカバーに際して曲の魅力を引き出せるか不安だったと発言している。実際のレコーディングでは肩の力を抜いて囁くように歌い、加えて歌い出しの一節のインパクトを大切にするよう心掛けたという。
カバー曲として「神様お願い」を選んだのは、アニメ『神様はじめました』の監督・大地丙太郎である。

## ディスクジャケット
本作は、初回生産限定盤と通常盤でディスクジャケットの仕様が異なっている。初回生産限定盤のディスクジャケットは、アニメ『神様はじめました』の描き下ろしイラストとなっている。一方、通常盤のディスクジャケットは、狐の仮面をつけて番傘を差したハナエの写真となっている。
ハナエ曰く、通常盤のディスクジャケットで狐の仮面や番傘を使用したのは、ハナエ自身の意向によるものである。

## ミュージック・ビデオ
収録曲のうち、「神様はじめました」のミュージック・ビデオが制作されている。このミュージック・ビデオは埼玉県川越市で撮影され、ハナエのセーラー服姿やコミカルな振り付けが見どころとなっている。
また、ミュージック・ビデオに関連してオフショット映像が公開されており、BGMとして「神様お願い」が使用されている。